# Kbely
Kbely är sedan 1968 en stadsdel i Tjeckiens huvudstad Prag. Sedan 1968 tillhör den stadsdistriktet (městský obvod) Prag 9 och sedan 1990 utgör den en stadsdelskommun (městská část) som sedan 2002 heter Prag 19 (Praha 19). Kbely ligger 272 meter över havet och antalet invånare är 5 457.